# Barèges
Barèges település Franciaországban, Hautes-Pyrénées megyében. Lakosainak száma 136 fő (2022. január 1.). Barèges Sers, Bagnères-de-Bigorre, Betpouey, Luz-Saint-Sauveur, Saint-Lary-Soulan, Vielle-Aure és Aragnouet községekkel határos.

## Népesség
A település népességének változása:
| Lakosok száma | 176  | 176  | 174  | 163  | 161  | 159  | 157  | 145  | 136  |
|               | 2013 | 2015 | 2016 | 2017 | 2018 | 2019 | 2020 | 2021 | 2022 |